# El Guitarriu
El Guitarriu es una entidad de población española del municipio de Sales de Llierca, perteneciente a la provincia de Gerona, en la comunidad autónoma de Cataluña.

## Toponimia
El lugar puede encontrarse referido como El Guitarriu, Guitarriu y Gitarriu.

## Historia
Hacia mediados del siglo XIX, el lugar, ya por entonces perteneciente al municipio de Sales, tenía contabilizada una población de 69 habitantes. Aparece descrito en el noveno volumen del Diccionario geográfico-estadístico-histórico de España y sus posesiones de Ultramar de Pascual Madoz con las siguientes palabras:

GUITARRIU ó GITARRIU: ald. en la prov. y dióc. de Gerona (9 horas), part. jud. de Olot (5), aud. terr., c. g. de Barcelona (29), ayunt. de Salas (3 1/2): sit. en la falda del monte de su nombre, al N. de las montañas de Ntra. Sra. del Mon, cerca y al O. del collado que nombran Coll de Faja, con buena ventilacion y clima frio pero sano. Tiene una igl. parr. (San Andrés), aneja de la de Sadernas, y un cementerio contiguo á ella. El térm. confina N. Riu; E. Cursabell; S. Entreperas, y O. Sadernas, se estiende 3/4 de hora de N. á S., y 1 3/4 de E. á O. El terreno es calizo, pedregoso y muy cortado; todo es montañoso escepto el corto llano en que está sit. la igl., en él se halla abierto artificialmente, el paso llamado el Treu; abundan las encinas, hayas, enebros, box y otros arbustos y matorrales; le cruzan ademas del camino que conduce á Francia hácia al Treu, varios locales en muy mal estado. El correo lo reciben en Tortellá. prod.: trigo, fajol, maiz, habas y otras legumbres, patatas y frutas; cria ganado cabrio, lanar, vacuno y de cerda: caza de perdices, liebres y muchos lobos. pobl.: 5 vec., 69 alm. cap. prod.: 295,200 imp.: 7,380.
(Madoz, 1847, p. 136)

En 2023, la entidad singular de población de El Guitarriu tenía empadronados 3 habitantes, todos ellos en diseminado.